# Santa Maria de Moya
L'església de Santa María la Major és un edifici gòtic construït a la plaça de Moya, sobre el que va ser una mesquita. És l'única església de la vila emmurallada de Moya que continua oberta al culte.
Aquesta és la més antiga de les esglésies de la vila, segons es pot datar a partir d'una capella de pas coberta amb una volta de creuer que té nervis de secció quadrada i motllura, tècniques de la segona meitat del segle xii.
L'edifici fou objecte de reforma probablement a finals del segle xiii, conformant una planta de basílica amb coberta de fusta suspesa per dos arcs de maó. La portalada és un arc apuntat amb triple arquivolta recolzada en columnes amb capitells molt decorats, realitzats en 1667.
La torre de les campanes amb tres forats de mig punt i remat de boles, i conserva un rellotge de contrapesos del segle xviii
A l'interior de l'església hi ha un retaule barroc
Cada set anys es trasllada, a la verge de Tejeda des de Garaballa a aquesta església.